# Лук (оружје)
Ратни лук је тип оружја који избацује стреле помоћу своје еластичности. Користи се за лов и спорт, а кроз историју се користио и за ратовање. Вештина употребе лука се назива стреличарство. Поред праћке, лук је једно од првих оружја намењених за употребу на даљину.
Веома различити дизајни лукова се могу срести у различитим културама и кроз разне периоде. Уобичајени су лукови направљени од чврстог дрвета (енглески дуги лук ), од плочастог дрвета (јапански и сијамски), те композитни лукови (средњи исток, Индија и Монголија ).
Стреличарство је уметност, пракса или вештина коришћења лукова за испаљивање стрела. Особа која гађа стреле луком назива се стрелац. Занатлија који прави лукове је познат као луковник, док онај који прави стреле је флечер, а произвођач металних врхова стрела је ковач стрела.

## Историја
Сматра се да је лук настао у касном палеолитском и раном каменом добу. У Европи се појавио на простору данашње Немачке и датира од касног палеолитског периода хамбуршке културе (9000—8000. година пре нове ере). Стреле су прављене од боровине, биле су дуге 15—20 cm и имале су камени врх. Прва употреба лукова у ратне сврхе је описана у индијским еповима.
Најстарији познати докази о луку и стрели потичу из јужноафричких локалитета као што је пећина Сибуду, где су вероватно пронађени врхови стрела, који датирају од пре отприлике 72.000–60.000 година.
Најранији могући врхови стрела пронађени изван Африке откривени су 2020. у пећини Фа Хиен на Шри Ланки. Они су датирани на пре 48.000 година. „Лов луком и стрелом на локалитету у Шри Ланки вероватно се фокусирао на мајмуне и мање животиње, као што су веверице, каже Ленгли. Остаци ових створења пронађени су у истом седименту као и врхови костију.”
На другим местима у Евроазији, чини се да се лук и стрела поново појављују око горњег палеолита. Након завршетка последњег глацијалног периода, изгледа да се употреба лука проширила на све насељене регионе, осим на Аустралазију и већи део Океаније.
Најранији дефинитивни остаци лука и стреле из Европе су могући фрагменти из Немачке пронађени у Манхајм-Фогелстангу датирани на пре 17.500–18.000 година, и у Стелмору пре 11.000 година. Азилијански врхови пронађени у Грот ду Бишу, Швајцарска, поред посмртних остатака и медведа и ловца, са фрагментима кремена пронађеним у трећем пршљену медведа, указују на употребу стрела пре 13.500 година.
На локалитету Натарук у округу Туркана, Кенија, сечива из опсидијана пронађена утиснута у лобању и у торакалној шупљини другог скелета, сугеришу употребу стрела са каменим врховима као оружја пре око 10.000 година.
Најстарији сачувани лукови у једном комаду су лукови Холмегард од бреста из Данске, који су датирани на 9.000 година пре нове ере. Неколико лукова из Холмегарда, Данска, датирају од пре 8.000 година. Дрвени лукови високих перформанси тренутно се праве по Холмегард дизајну. Фрагменти лука Стелмор из северне Немачке датирани су на око 8.000 година пре нове ере, али су уништени у Хамбургу током Другог светског рата, пре него што је датирање угљеником 14 било доступно; њихову старост процењује археолошка асоцијација.
Лук је био важно оружје за лов и за ратовање од праисторије до широке употребе барутног оружја у 16. веку. То је такође било уобичајено оружје у древном ратовању, иако им одређене културе нису биле наклоњене. Грчки песник Архилох изразио је презир према борби луковима и праћкама. Почевши од владавине Вилијама Освајача, дуги лук је био главно ратно оружје Енглеске до краја средњег века. Џингис Кан и његове монголске хорде освојили су велики део евроазијске степе користећи кратке лукове. Индијанци су користили стреличарство за лов и одбрану у данима енглеске и касније америчке колонизације.
Организовани рат са луковима окончан је почетком и средином 17. века у Западној Европи, али је опстао у 19. веку у источним културама, укључујући лов и ратовање у Новом свету. На канадском Арктику лукови су се правили до краја 20. века за лов на карибуе, на пример у Иглулику. Лук се недавно користио као оружје племенског ратовања у неким деловима подсахарске Африке; један пример је документован 2009. године у Кенији када су се сукобили народи Киси и Каленџин, што је резултирало са четири смртна случаја.
Британска виша класа је предводила оживљавање стреличарства као спорта у касном 18. веку.

### Историја израде
Најстарији лукови, за које се сада зна, пронађени су у мочварама на југу острва Селанд у Данској. Тамо су 1940-их нађена два лука. Направљени су од брестовог дрвета, рукохват им је раван и имају облик латиничног слова д (D), а дугачки су 1,5 m. Овакви лукови су се користили све до бронзаног доба.
Амерички Индијанци су користили равне лукове направљене од америчког ораха.

### Развој
Ратни лук је постао главно наоружање старовековних армија Египта и Сирије, које су избацивале стреле са ратних кочија, што је било јако ефикасно у борби. Римљани и Грци нису нашли за сходно да користе ово оружје, већ су развили другачију тактику борбе и ојачали оклопе који су умањили ефикасност стрела. Та превласт је трајала све до доласка на сцену народа источне Азије, који су имали стрелце на коњима и много боље композитне лукове, након чега су они постали доминанти народи тог времена.
У Енглеској се у средњем веку појавио дуги лук, који је, са својим већим дометом и већом пробојном моћи, био веома квалитетан. Међутим, за добро руковање овим луком било је потребно више година тренинга.
Касније се развила и посебна врста лука названа самострел. Његов недостатак је било врло споро пуњење, док су његове предности биле лакше руковање њиме и чињеница да је већ после неколико недеља тренинга војник-стрелац био потпуно спреман за борбу. Такође, имао је већу пробојну моћ од било ког оновременог лука, што је у оно време било веома важно.
Ратни лук почиње полако да нестаје са ратне сцене појавом барута и мускета.
Најпознатији корисници ратног лука су свакако Робин Худ и Вилијем Тел.